# Ian Curtis
Ian Kevin Curtis (Stretford, Greater Manchester, 15 juli 1956 – Macclesfield, 18 mei 1980) was een Engelse zanger en songwriter. Hij is bekend als de zanger van de postpunk groep Joy Division, die hij in 1977 in Manchester oprichtte. In 1980 maakte hij een einde aan zijn leven door zich op te hangen. De overige leden van Joy Division richtten later New Order op.

## Leven en dood

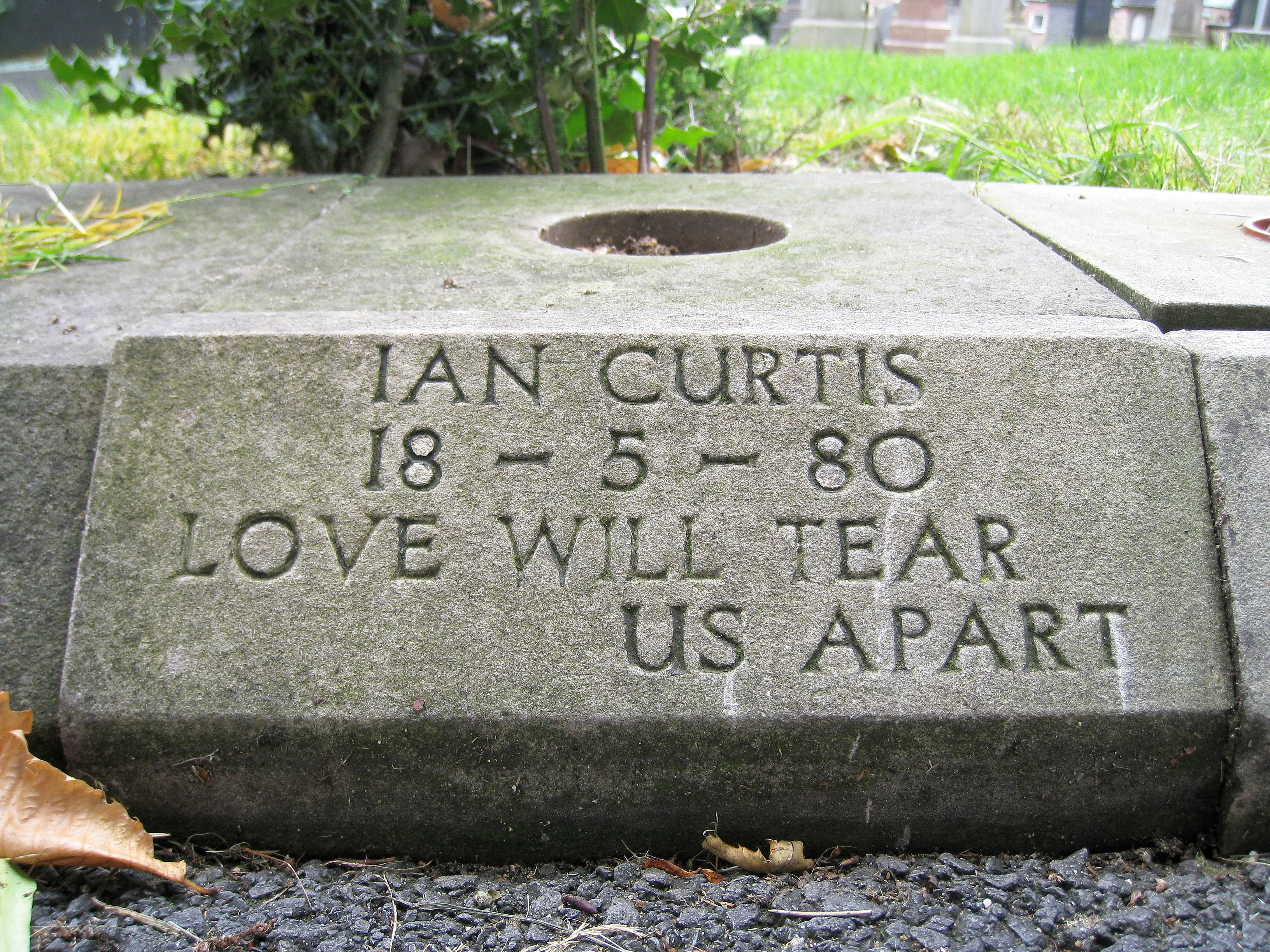
Graf van Ian Curtis, Macclesfield

Ian Curtis leed aan epilepsie, wat de reden was waarom bij optredens van Joy Division de belichting steeds gedimd moest zijn. Desalniettemin kreeg hij soms nog aanvallen, waarna hij van het podium gedragen moest worden. Hij had een eigen, excentrieke dansstijl, die veel fans deed twijfelen of hij nu een aanval kreeg of aan het dansen was.
Veel teksten hadden als onderwerp de dood, geweld en degeneratie. Dit was de voedingsbodem voor veel speculatie over een mogelijke depressie. Zelf beweerde hij dat hij zong over hoe verschillende mensen verschillende problemen aanpakken.
In 1976 bezocht hij een concert van de legendarische punkband Sex Pistols. Dit overtuigde hem naar verluidt van zijn eigen lotsbestemming als artiest in plaats van gewoon fan van een band. De belangrijkste invloeden op Curtis waren de schrijvers William S. Burroughs en J.G. Ballard en zangers Jim Morrison, Iggy Pop en David Bowie.
Op 2 mei 1980 trad Joy Division voor het laatst op, in Birmingham. Het concert werd later samen met wat demo's en eerder afgekeurd materiaal (outtakes) uitgebracht onder de titel Still. Alle andere geplande concerten in mei werden afgelast wegens de wankele gezondheidstoestand van Curtis. Ian Curtis verhing zichzelf in de vroege morgen van 18 mei 1980 in zijn keuken. Hij was 23 jaar. De gevolgen van zijn epilepsie en persoonlijke problemen zouden bijgedragen hebben aan zijn dood. "Seks, drugs en rock-'n'-roll" begonnen hun tol te eisen en daarbij hing een scheiding van zijn vrouw Deborah Woodruffe in de lucht. Zijn, hoogstwaarschijnlijk platonische, relatie met de Belgische tourpromotor Annik Honoré (1957-2014) speelde daarbij een grote rol. Ian en Deborah trouwden in 1975 en kregen een dochter.
Er was gepland dat Joy Division de volgende morgen op tournee zou vertrekken naar de Verenigde Staten. De dood van Ian Curtis betekende meteen ook het einde van Joy Division. De overige bandleden gingen nog datzelfde jaar verder onder de naam New Order.
Ian Curtis werd gecremeerd en zijn as werd begraven in Macclesfield, Cheshire - grenzend aan Manchester. Zijn grafschrift luidt "Love Will Tear Us Apart", naar de bekendste plaat van Joy Division. Deze grafsteen werd gestolen op 1 of 2 juli 2008. Hij is inmiddels vervangen.
In augustus 2006 startte de Nederlandse fotograaf Anton Corbijn met de opnames van zijn eerste speelfilm Control, een biografie van Ian Curtis. De film werd in de herfst van 2007 uitgebracht. De film is gebaseerd op het boek Touching From A Distance van zijn weduwe Deborah. Zij treedt ook op als coproducent. Het verhaal van de film concentreert zich op de laatste jaren van de zanger.